# منتخب تايبيه الصينية لكرة اليد
منتخب تايبيه الصينية لكرة اليد هو ممثل تايبيه الصينية الرسمي في المنافسات الدولية في كرة اليد
.